# コミックブレイドBROWNIE
『コミックブレイドBROWNIE』（コミックブレイドブラウニー）はマッグガーデンが発行していた日本の季刊漫画雑誌。2008年12月10日創刊。『月刊コミックブレイド』の増刊。Vol.2は2009年4月上旬発売予定だったが、諸事情により発売延期未定となった
。その後の情報については公式サイト上で告知される予定であったが、Vol.2の告知はされることなくサイトが閉鎖した。
国立国会図書館サーチでは刊行が終了し、休刊した扱いとなっている。

## 連載作品
- いま、殴りにゆきます（藤野もやむ）：創刊号 -
- 陽炎ノスタルジア 〜新章〜[5]（久保聡美）：創刊号 -
- 信長さんと（高野美穂）：創刊号 -
- KODOKU（千島明・武藤麻知子）：創刊号 -
- KODOKU 外伝〜銃口の先にあるもの〜（千島明）：創刊号 -
- R2【rise R to the second power】[5]（箱田真紀）：創刊号 -
- 404 Not Found（坂巻綾）：創刊号 -

以下の3作は、2号発売延期後、月刊コミックブレイドアヴァルスへ移籍となった。
- 忘却のクレイドル（藤野もやむ）：創刊号 -
- ロゼッタからの招待状（麻里ねこ・咲灯一）：創刊号 -
- docca（渡辺祥智）：創刊号 -

以下の作品は、2号発売延期後、月刊コミックブレイドへ移籍となった。
- 京洛れぎおん（浅野りん）：創刊号 -

## その他
- 悪魔狩り外伝（戸土野正内郎）：創刊号 -